# Kloster Wald
Das Kloster Wald ist eine ehemalige Zisterzienserinnenabtei in der Gemeinde Wald im Landkreis Sigmaringen in Baden-Württemberg. Von 1946 bis 2024 war es ein Benediktinerinnenkloster, von den Benediktinerinnen wurde auch die bis heute bestehende Heimschule Kloster Wald gegründet.

## Geschichte

### Gründung

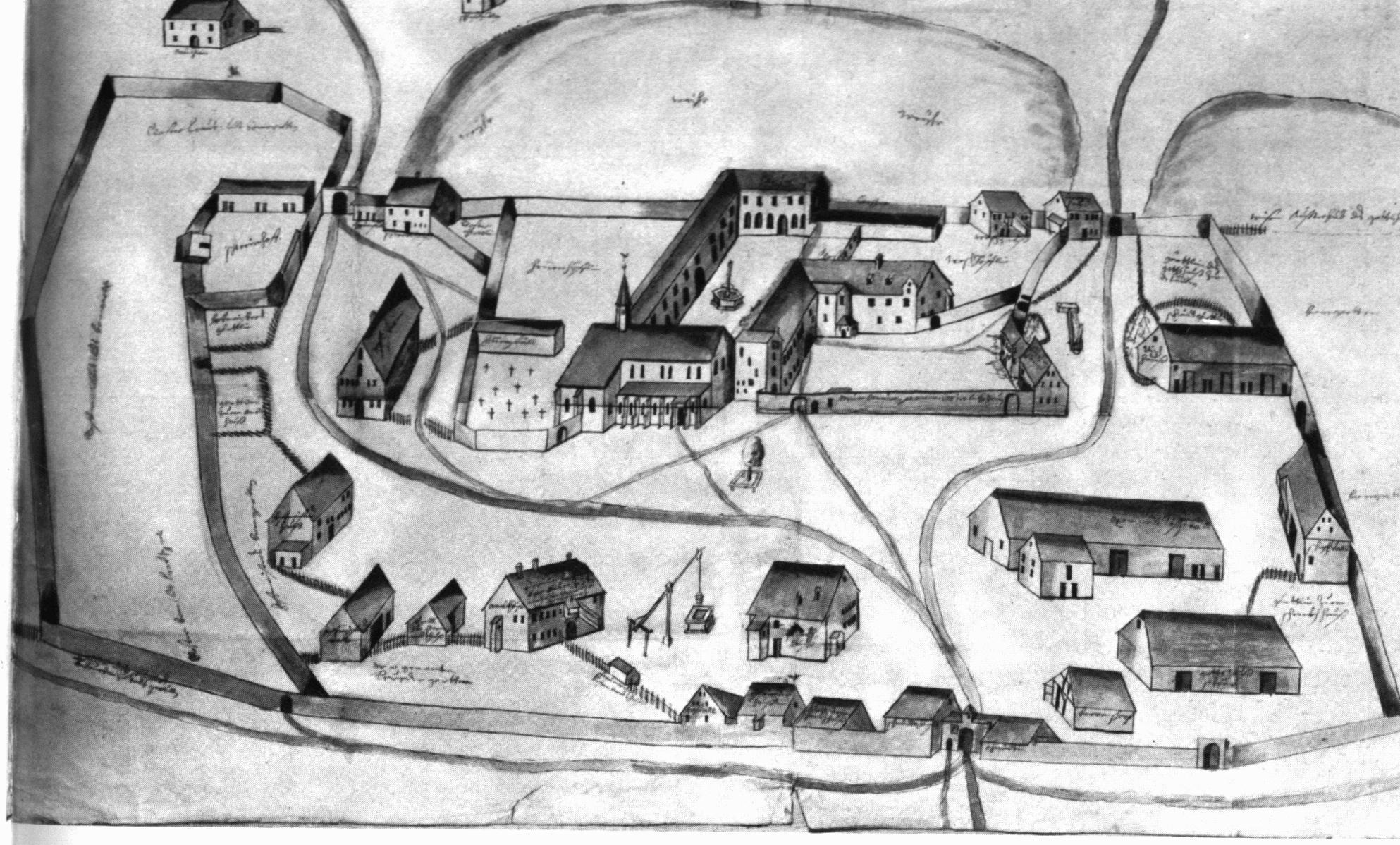
Nordansicht von Kloster Wald (um 1685) vor der barocken Umgestaltung

Älter als das Kloster Wald ist das namensgebende Dorf Wald. Ursprünglich ein Besitz der Pfullendorfer Grafen, gelangte Wald durch den Erbschaftsvertrag Rudolfs von Pfullendorf zwischen 1168 und 1176 an Kaiser Friedrich Barbarossa. Von den Staufern gelangte das Dorf an die Herren von Fronhofen, die es im Jahre 1212 an den staufischen Reichsministerialen Burkard von Weckenstein (um 1180 bis nach 1241) verkauften, der im selben Jahr zu Gunsten seiner Schwestern Judintha und Ita von Weckenstein, die beide schon Zisterzienserinnen waren, das Kloster gründete. Judintha, die ältere der beiden Schwestern, wurde als Äbtissin, Ita als Priorin eingesetzt. Die Ministerialen gehörten der unteren Adelsschicht an. Das Geschlecht der Weckensteiner hatte seinen Stammsitz im Schmeietal zwischen Oberschmeien und Storzingen auf der Burg Weckenstein. Ritter Burkard von Weckenstein erwarb am 21. März 1212 für 55 Mark Silber das „praedium Wald“ von einem vornehmen Mann namens Ulrich von Balbe sowie dessen Mutter Adelheid und dessen Schwester Gertrud, auf dem sich bereits eine kleine Kirche („Ecclesiola“) befand, welche die Pfarrrechte besaß und an den Käufer überging. Das Geschlecht derer von Weckenstein erlosch bereits 1383.
Zu Beginn des 13. Jahrhunderts entstanden viele Frauenklöster. Die Platzwahl für den Konvent erfolgte zwar nicht ganz nach den Vorschriften des Zisterzienserordens, die den Bau von Abteien in Städten, festen Plätzen, Dörfern und überhaupt in der Nähe von weltlichen Siedlungen untersagten; jedoch stimmte die Lage des neuen Klosters mit Hinblick darauf, dass es sich um einen Frauenkonvent handelte, weitgehend mit den grundsätzlichen Forderungen überein. Das Kloster befand sich weit entfernt von Städten, in einer von weltlichem Getriebe vergleichsweise unberührten Gegend, die dünn besiedelt war. Seine Umgebung war sehr waldreich und ganz von landwirtschaftlicher Tätigkeit bestimmt und entsprach damit recht gut den Zielen des Zisterzienserordens, in Weltabgeschiedenheit durch eigene Handarbeit, durch Ackerbau und Viehzucht zu leben und Gott zu dienen.
Das Kloster in Wald war das erste Zisterzienserkloster, das im Raum Oberschwaben gegründet wurde. Auf Bitten der Nonnen sowie des Papstes Honorius III. und durch Vermittlung Burkhards von Weckenstein wurde das Kloster Wald anfangs der Reichsabtei Salem als Tochterkloster unterstellt und bereits 1217 durch Unterstützung des Salemer Abts Eberhard von Rohrdorf zur Abtei erhoben.

### Aufbau des Herrschaftsgebietes
Das neu gegründete Kloster erfreute sich offensichtlich sehr bald einer gewissen Wertschätzung, es stand auch in der Gunst der damals herrschenden Stauferkaiser. So schenkte Kaiser Friedrich II. dem Kloster einen ihm gehörenden Hof in Litzelbach. Auf dem Siegel einer Urkunde für das Kloster Wald von dessen Sohn Heinrich aus dem Jahr 1220 ist die älteste Abbildung des Drei-Löwen-Wappens der Staufer zu sehen, das 1954 als Wappen Baden-Württembergs übernommen wurde. 1246 wurde die erste Äbtissin des Klosters Lichtenthal, Trudlindis von Liebenstein (1247–1249), aus dem Kloster Wald berufen.
Weitere, immer zahlreichere Schenkungen an Grund und Boden sowie an Rechten folgten. Solche Schenkungen kamen oft als Aussteuer von Novizinnen an das Kloster Wald, es wurden Äcker, Wiesen und Waldstücke eingebracht, auch ganze Höfe. Die meisten dieser Schenkungen lagen weit verstreut, nicht miteinander verbunden und oft weit entfernt vom Kloster. So sah sich das Kloster von Anfang an gezwungen, in seiner Nähe Grund und Boden durch Kauf oder Tausch an sich zu bringen, um abgerundeten Besitz in nicht zu großer Entfernung zu haben.
Folgerichtig verdrängte es das bei Reischach auf der Burg Burrach residierende adlige Geschlecht der Reischacher und brachte es schon im Jahr 1290 fertig, mit diesem Geschlecht einen Vertrag abzuschließen, in dem die Erwerbs- und Ausdehnungsinteressen des Klosters räumlich festgelegt wurden. Dieses Gebiet reichte im Norden vom Dorfe Göggingen über Menningen, dann in südlicher Richtung über Wackershofen und Sauldorf bis nach Linz und von da über Zell am Andelsbach und Bittelschieß zurück nach Göggingen.
Tatsächlich gelang es dem Kloster, seinen Besitz und damit auch seine herrschaftliche Stellung fast über das ganze oben beschriebene Gebiet auszudehnen. Schon im Jahr 1474 war die Herrschaft so weit gefestigt, dass von einem geschlossenen Waldischen Territorium gesprochen werden kann. Das Kloster war jetzt Grund-, Niedergerichts- und Dorfherr in vielen Dörfern, die freilich oft sehr klein waren und nur aus zwei bis drei Höfen bestanden. Nur die Hoch- und Blutgerichtsbarkeit verblieb bei den Grafen von Sigmaringen als Schutzvögten des Klosters. Es handelt sich um folgende Dörfer: Wald, Buffenhofen, Burrau, Dietershofen, Gaisweiler, Hippetsweiler, Kappel, Litzelbach, Otterswang, Reischach, Riedetsweiler, Ringgenbach, Rothenlachen, Steckeln, Walbertsweiler und Weihwang. Es gelang dem Kloster auch, außerhalb des vorgesehenen Bereichs in Igelswies, Ruhestetten und Tautenbronn (im Jahre 1420 von Pfullendorfer Bürgern gekauft) Fuß zu fassen.

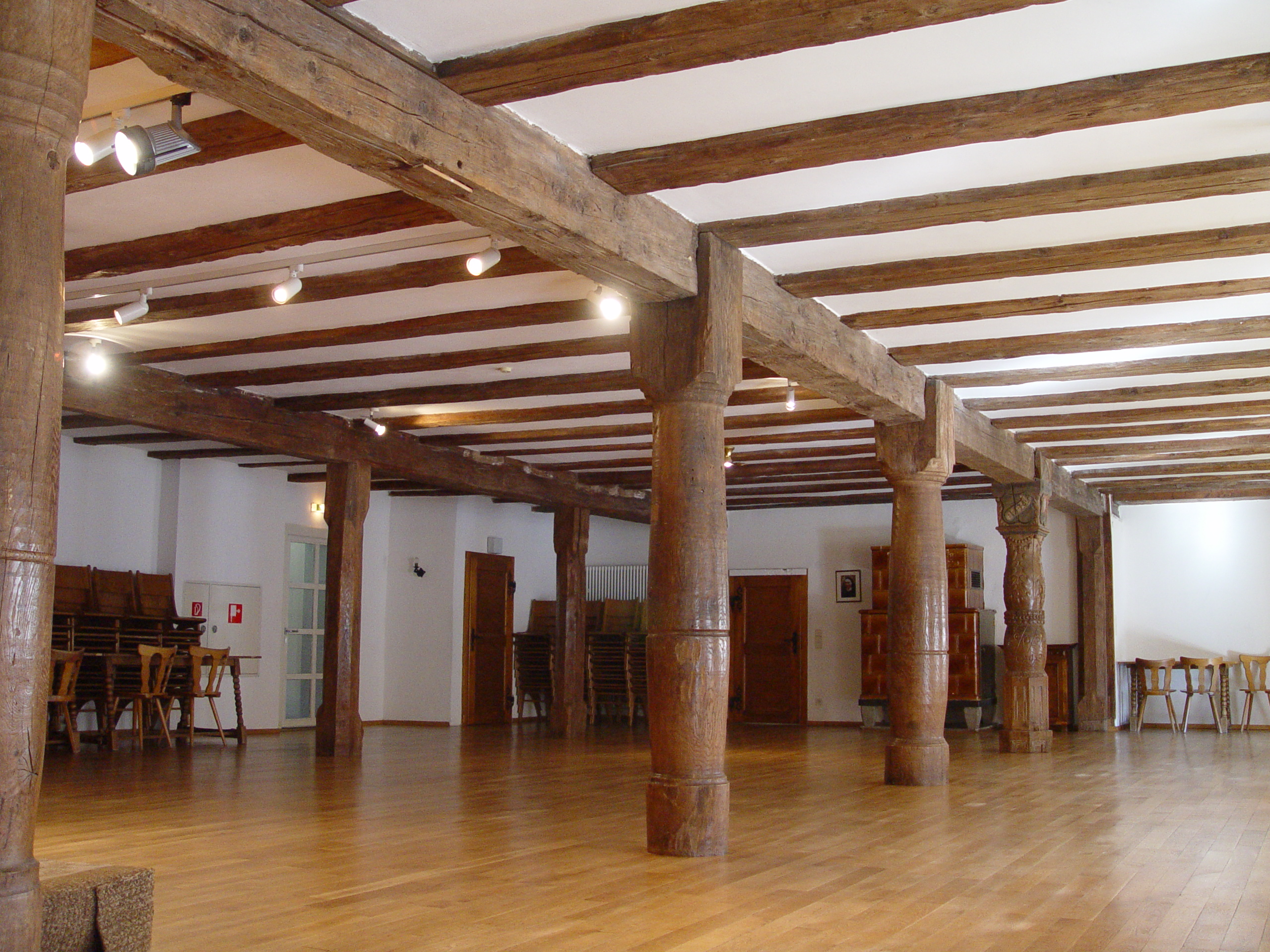
„Jenner“

Das Jahr 1501 markiert den Abschluss der Erwerbspolitik im großen Stil und den Endpunkt der Territoriumserweiterung. Auch aus diesem Grund wurde in diesem Jahr ein sogenanntes Urbar anfertigt, in dem alle Besitzungen des Klosters verzeichnet waren.

### Weinberge
Schon sehr früh begann das Kloster Wald damit, am Bodensee Besitz zu erwerben, um Weinbau treiben zu können und so die Versorgung des Konvents mit Wein zu sichern. Der Schwerpunkt der dortigen Besitzungen war für die Nonnen Überlingen. In den Mauern dieser Stadt besaßen sie schon 1240 mehrere Häuser und auf der städtischen Gemarkung Weinberge. Weitere Weingüter besaß Kloster Wald über viele Jahrhunderte in Aufkirch, Goldbach, Sipplingen und Bermatingen, ja sogar am Untersee auf der Insel Reichenau und in Allensbach.

### Fischweiher
Für die Einhaltung der Fastenzeiten war es erklärlich, dass das Kloster Wert auf die Anlage großer Fischweiher legte. 1272 wird ein Weiher in Ablach, später zwei in Gaisweiler und 1534 einer in Walbertsweiler erworben.
1784 gehören zwölf Weiher mit einer Gesamtfläche von etwas mehr als 114 Jauchert (= 4.877,33 Ar = 487.733 Quadratmeter) zum Besitz des Klosters Wald:

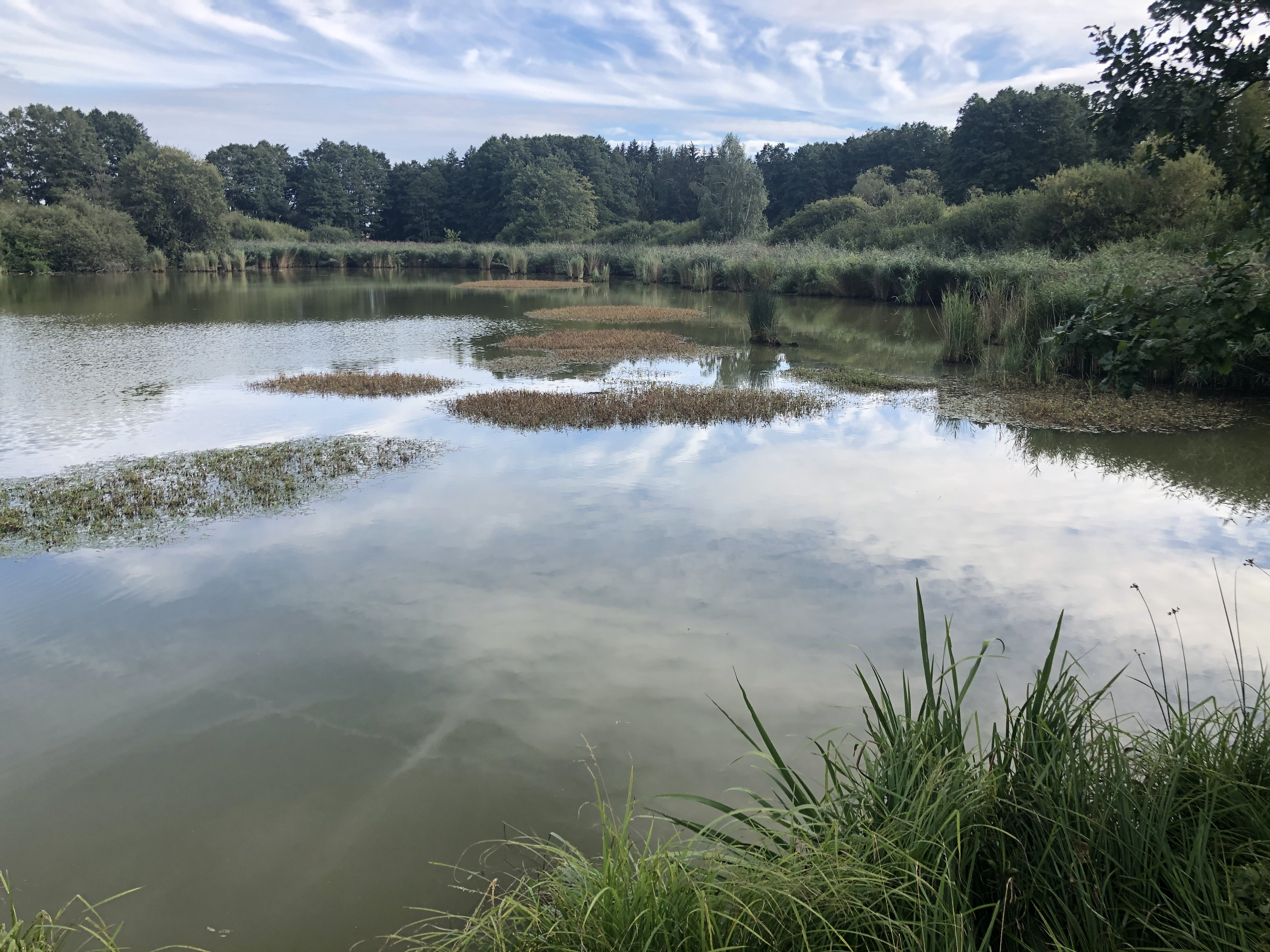
Schafbrühlweiher

| Weiher                            | Markung        | Fläche [Jauchert] | Besatz                  | Qualität         |
| Klosterweiher                     | Wald           | 2½                | Karpfen, Schleie, Hecht | gut              |
| Sägenweiher                       | Wald           | 7½                | Karpfen, Schleie, Hecht | nicht tief genug |
| Herrenweiher                      | Wald           | 1½                | Karpfen, Schleie, Hecht | mittelmäßig      |
| Schafbrühlweiher                  | Wald           | 4½                | Karpfen, Schleie, Hecht | gut              |
| Rasterweiher                      | Wald           | 13¼               | Karpfen, Schleie, Hecht | nicht tief genug |
| Tiefenweiher                      | Rothenlachen   | 13½               | Karpfen, Schleie, Hecht | gut              |
| Hagwinkel- oder Rizenmoosweiher   | Rothenlachen   | 14½               | Karpfen, Schleie, Hecht | mittelmäßig      |
| Stegenreiterweiher                | Rothenlachen   | 30                | Karpfen, Schleie, Hecht | gut              |
| Breiten- oder Hippetsweilerweiher | Riedetsweiler  | 7                 | nur Setzfische          | schlecht         |
| Walbertsweilerweiher              | Walbertsweiler | 8½                | Karpfen, Schleie, Hecht | gut              |
| Burrau-Mühlenweiher               | Burrau         | 1¾                | Karpfen, Schleie, Hecht | gut              |
| Kappeler Weiher                   | Kappel         | 9½                | Brut- oder Setzweiher   | gut              |

### Hohe Gerichtsbarkeit
Die Schirmvogtei und damit die Hohe Gerichtsbarkeit über das Kloster und seine umfangreichen Besitzungen ist im 14. Jahrhundert württembergisch, kommt 1399 an das Haus Werdenberg und 1535 an Hohenzollern, im Laufe des 18. Jahrhunderts gehen verschiedene Hoheitsrechte durch die Landgrafschaft Nellenburg an Österreich über.

### Weitere Entwicklung

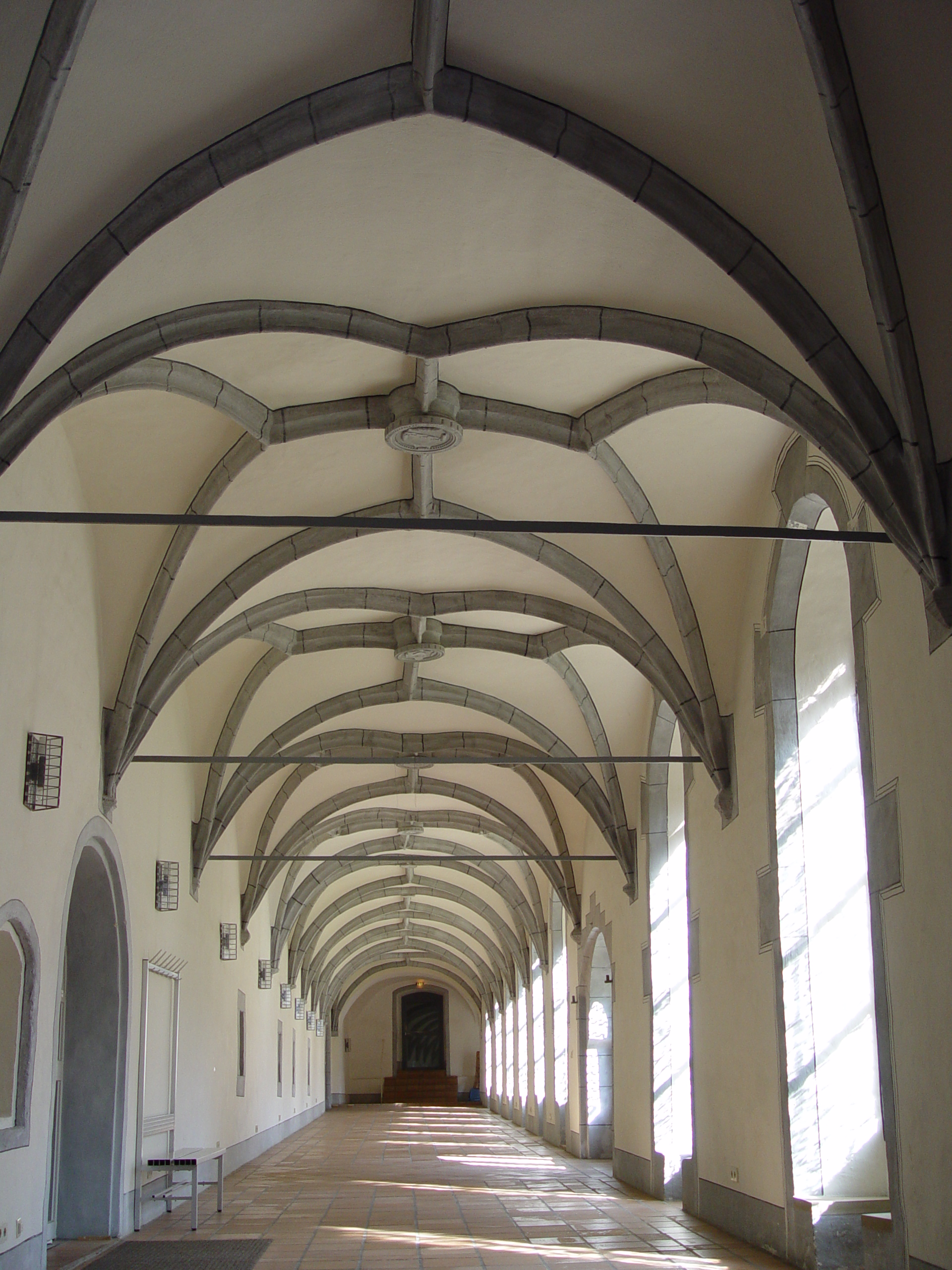
Kreuzgang

600 Jahre lang waren vielfach die Töchter des schwäbischen Adels Angehörige des reichsadligen Stiftes Kloster Wald. Der gesamte Klosterkomplex wurde im Dreißigjährigen Krieg (1618–1648) beinahe völlig zerstört. Aus dem Mittelalter sind nur noch der romanische und der gotische Teil des Kreuzgangs, der Kapitelsaal und der „Jennerflügel“ erhalten.
Bei Renovierungsarbeiten im Ostflügel wurden 1980 zwei, jeweils vierfach gekoppelte Rundbogenfenster zu einem dahinter liegenden Raum entdeckt. Hierbei handelt es sich um den nach den klösterlichen Regeln erforderlichen Kapitelsaal. Die hervorgetretenen Säulen stammen aus romanischer Zeit. An den Säulen befinden sich Signaturen, eine Eule am Schaft, an der Basis Kufen. Beides wurde vom Landesdenkmalamt Tübingen als Steinmetzzeichen der Hirsauer Werkstatt eingestuft. Am kirchenseitigen Kreuzgang wurde ein Strebepfeiler für ein bis dahin unbekanntes Seitenschiff der Urkirche von 1249 geöffnet. Diese ist auf dem erhalten gebliebenen Klosterplan von 1681/85 als gotische Basilika eingezeichnet. Die Strebe stand für eine dreischiffige Kirche. Aus dem Mauerwerk tritt eine Ecksäule hervor, ein Träger des an das Seitenschiff angelehnten Kreuzgangs.
1698 ließ die Äbtissin Jakobe von Bodman die Klosterkirche im barocken Stil neu bauen. In den Jahren 1721–1727 ließ die Äbtissin Antonia von Falkenstein den großen barocken Klosterkomplex im Westen und Norden der Anlage errichten.
Aufgrund der Säkularisation kam das Gebiet des Klosters Wald durch die Rheinbundakte (Art. 23) 1806 gemeinsam mit dem Kloster Habsthal an das Fürstentum Hohenzollern-Sigmaringen. Der Fürst Anton Aloys selbst schloss mit dem Konvent einen Pensionsvertrag ab, alle Nonnen erhielten bis zu ihrem Lebensende einen Geldbetrag. Die Neuaufnahme von Novizinnen war jedoch untersagt und damit war das Konvent zum Aussterben verurteilt. 1853 verließ die letzte Schwester das Kloster. 1849 kam das ehemals waldische Gebiet als Teil von Hohenzollern-Sigmaringen als Hohenzollernsche Lande an Preußen, im Klostergebäude waren das Oberamt und das Amtsgericht untergebracht.

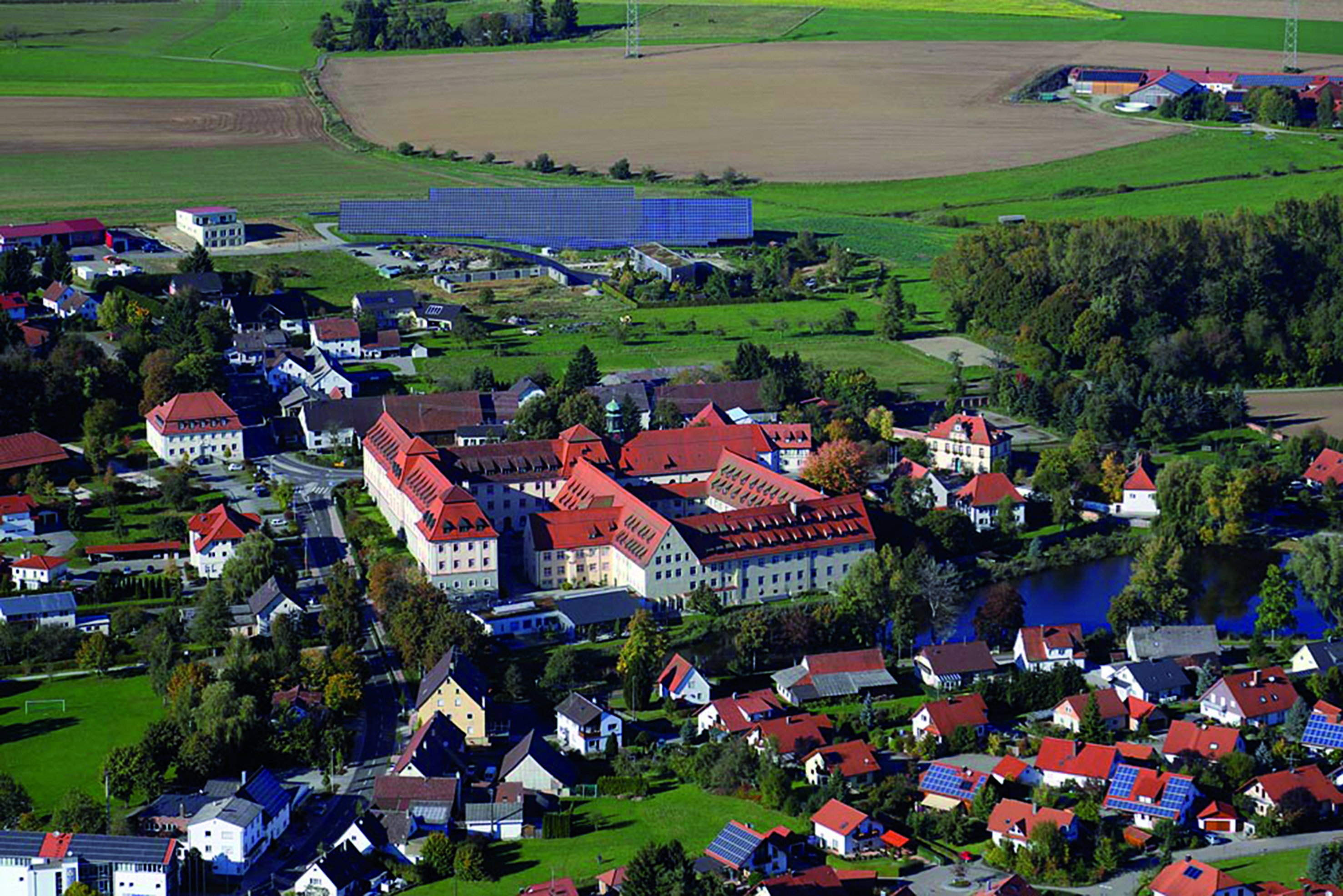
Luftbild des Klosters Wald mit umliegender Ortschaft (2012)

In der Zeit des Nationalsozialismus befand sich in Wald eines von fünf Lagern im damaligen preußisch-hohenzollerischen Landkreis Sigmaringen des weiblichen Reichsarbeitsdienstes (RAD). Hierzu wurde ab 1938 ein Teil des Klostergebäudes zur Verfügung gestellt. Nach dem Zweiten Weltkrieg richteten dort die französischen Besatzungstruppen 1945 ein Lager für verschleppte Personen ein.

## Klosterkirche St. Bernhard

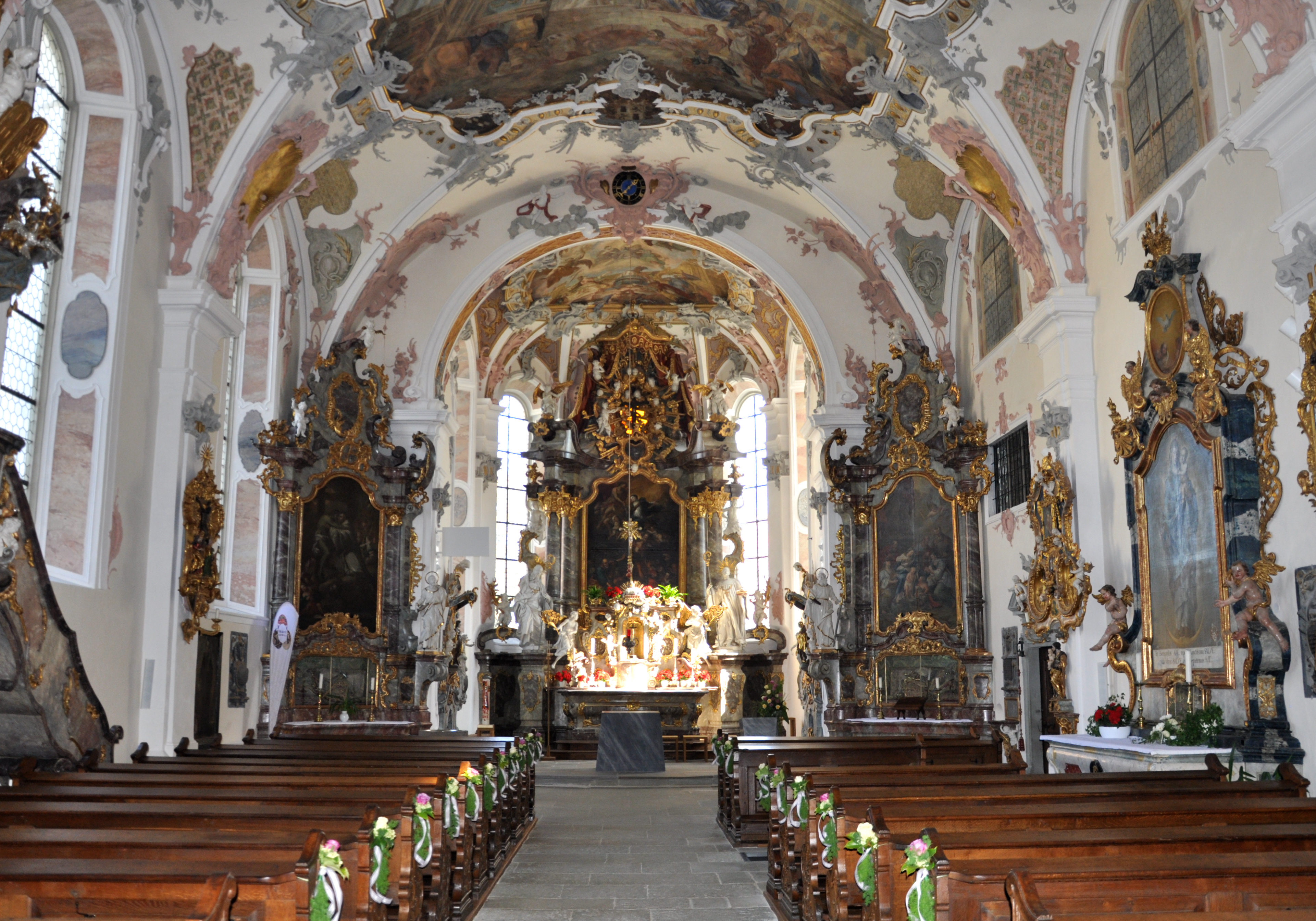
Blick zum Hochaltar

## Heimschule Kloster Wald
Ab 1946 gab es wieder bis 2024 klösterliches Leben in Wald, an das Benediktinerinnenkloster war die bis heute bestehende Heimschule Kloster Wald angeschlossen, die Mädcheninternat, Gymnasium und Lehrwerkstätten vereint. Als Besonderheit können die Schülerinnen parallel zum Abitur eine Ausbildung in einem der drei Berufe Schneiderei, Schreinerei oder Holzbildhauerei machen, ursprünglich gab es zusätzlich noch Töpferei. Die Schule wurde von Sr. Sophia von Kotschoubey-Beauharnais und Sr. Lioba Korte gegründet und bis 1973 von Sr. Sophia geleitet. Seit 1994 befindet sich die Heimschule Kloster Wald in Trägerschaft der Schulstiftung der Erzdiözese Freiburg. 2024 verließen die letzten Schwestern Wald.

## Äbtissinnen
- Katharina von Hornstein
- nach 1212–29 Judinta von Weckenstein, eine leibliche Schwester der ersten Priorin von Wald, Ida
- 1249–1999 Margaretha
- 1257–1264 Bertha de Augea
- 1266–1999 Hadwig
- 1270–1272 Ita Truchsessin von Waldburg zu Rohrdorf (oder Meßkirch)
- 1273/7419 Hedwig
- 1275–1999 Ute
- 1278–1279 Hedwig von Gutenstein
- vor 1283 Mathilde von Hohenberg
- 1290–1999 Anna von Veringen
- 1296–1303 Elisabeth von Hohenfels
- 1307–1311 Mechtild von Hasenstein
- 1311–1339 Anna von Veringen
- 1322–1323 Adellint
- 1323–1329 Mechtild von Digisheim
- 1334–1999 Adelheid von Balgheim
- 1335–1999 Ädellint
- 1339–1999 Katharina die Schereberin
- 1344–1347, 1353, 1366–1368 Agatha Truchsessin von Meßkirch
- 1350–1999 Gerhild von Krenkingen
- 1356–1357 Judenta von Hohenfels
- 1359–1362, 1371–1382 Elisabeth von Reischach
- 1368–1369 Judel (von Magenbuch?)
- 1383–1384, 1394 Elisabeth von Hornstein
- 1388–1393, 1395–1397 Katharina von Heudorf
- 1398–1416 Ursula von Reischach
- 1418–1421 Ursula von Schwandorf, resignierte
- 1425–1438 Margarethe von Reischach
- 1441–1452 Barbara von Reischach
- 1453–1999 Elisabeth Selnhofer
- 1454–1464 Elisabeth Rentz
- 1464–1496 Anna von Reischach von Reichenstein-Linz († 1499)
- 1498–1504, 1508–1528 Barbara von Hausen
- 1505, 1529–vor 1557 Anna von Rotenstein zum Falken
- 1557–1999 Magdalena von Reischach
- 1557–1568 Helena von Reischach von Hohenstoffeln, Wahl am 22. April 1557
- 1568–1592 Margarethe von Goeberg
- 1592–1600 Agnes Reiff genannt Walter von Blidegg, Wahl am 26. April 1592
- 1600–1636 Margarethe von Werdenstein (1557–1638), Wahl am 17. April 1600
- 1636–1641 Gertrud Giel von Gielsberg
- 1641–1660 Maria Margarethe Schenk von Castell
- 1660–1681 Maria Salome von Bernhausen, Wahl am 11. März 1660
- 1681–1709 Maria Jakobe von Bodman, Geburtsname: Maria Franziska Johanna, Wahl am 6. April 1681
- 1709–1739 Maria Antonia Constantina von Falkenstein, Geburtsname: Maria Scholastika, Wahl am 28. Februar 1709
- 1739–1772 Maria Dioskora Maura von Thurn und Valsassina, Wahl am 26. Dezember 1739
- 1772–1799 Maria Edmunda von Kolb, Geburtsname: Maria Antonia Walburga, Wahl am 20. Februar 1772
- 1799–1807 Maria Johanna Baptista von Zweyer auf Hoenbach (letzte Äbtissin), Geburtsname: Maria Antonia, Wahl am 2. Februar 1799
- 1807–1851 Maria Josefa von Würz à Rudenz (Priorin), Geburtsname: Maria Karolina Johanna Josefa Franziska Antonia, Wahl am 20. April 1807

## Literatur

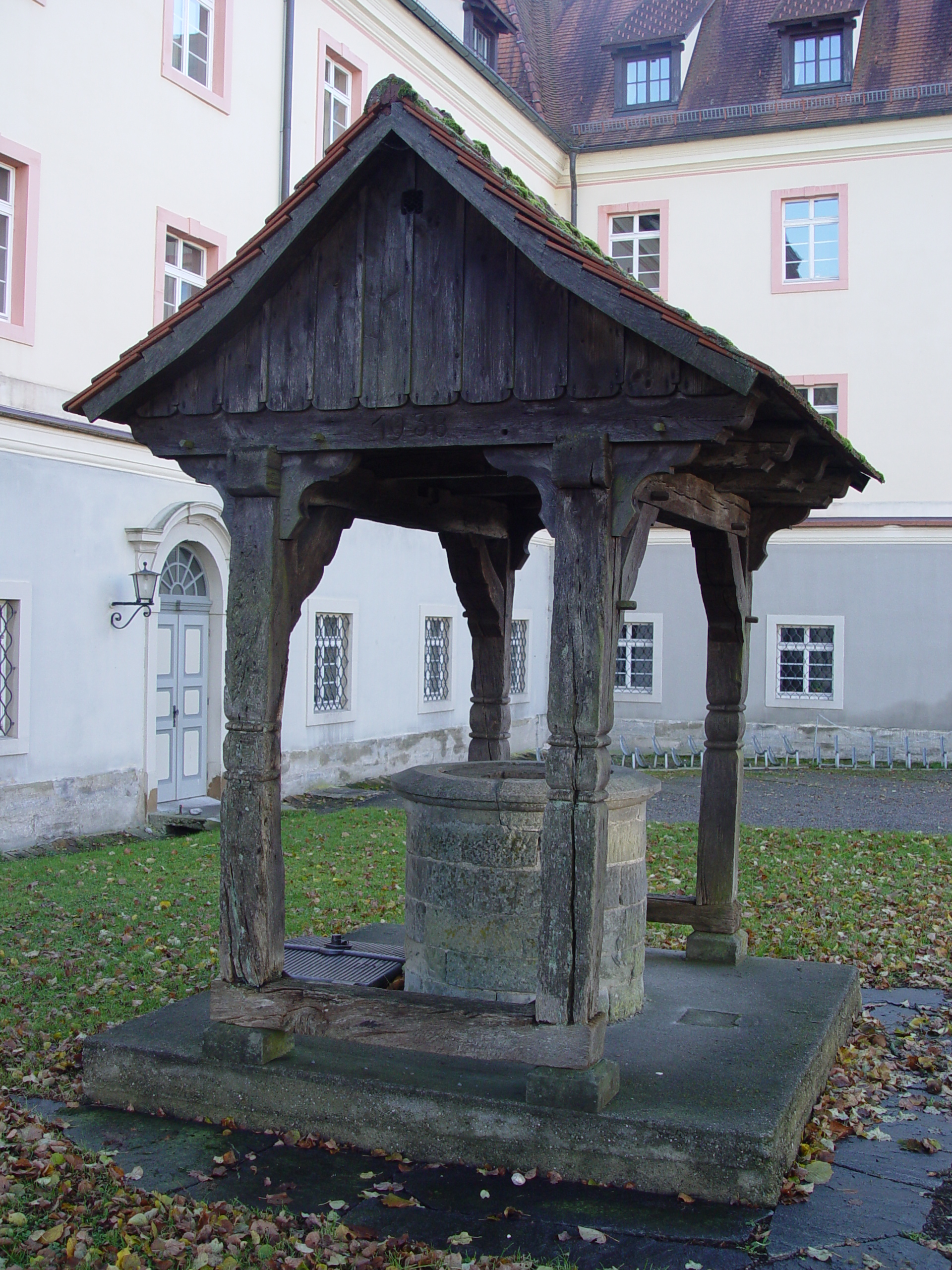
Brunnen vor der Klosterkirche